# Ржанов, Евгений Александрович
Ржанов Евгений Александрович  (р. 1938) — советский и украинский пианист, педагог, заслуженный артист Украинской ССР (1967).

## Биография
Родился 13 апреля 1938 в городе Харьков  в семье музыкантов.
Учился в Киевской десятилетке у преподавателя Даниила Юдилевича.
С 1956 по 1964 год учился в Московской консерватории им. П. И. Чайковского у известного профессора Якова Флиера, где с 1961 по 1964 год был аспирантом в классе Я. Флиера и Л. Н. Власенко.
В 1964 году стал одним из финалистов Международного конкурса имени королевы Елизаветы в Брюсселе.
В середине 1960-х годов начал преподавать в Киевской консерватории и Киевской специализированной музыкальной школе.
Много гастролировал по республикам Советского Союза. Сейчас[когда?] также продолжает гастролировать по всей Европе. Был заведующим фортепианного отдела Киевской консерватории им. П. И. Чайковского, проводил много тематических концертов, создавал конкурсы, в том числе был основоположником Конкурса имени Н. В. Лысенко. Часто Евгения Ржанова приглашают на конкурсы в качестве члена жюри.
Записал очень много пластинок с классической музыкой.
В 1960—1980 годах был единственным пианистом, который играл все опусы украинских композиторов: Л. Ревуцкого, Б. Лятошинского и В. Косенко.
Важную роль, среди исполнительской деятельности артиста, занимала камерная музыка, а также произведения XX века, современных композиторов и музыка XVIII века.
Евгений Ржанов даёт концерты играя на клавесине и органе.
В 1980—1990-х годах был артистом Органного Зала в Киеве.
С 1992 года переехал жить в Германию, где открыл малую филармонию и активно выступал с концертами по всей Европе.
В 2010 году вернулся на Украину и продолжил преподавать в Киевском Институте Музыки им. Р. М. Глиэра и Киевской средней специальной музыкальной школе им. Н. В. Лысенко.
Его репертуар включает в себя произведения И. Баха, Й. Гайдна, В. Моцарта, Л. Бетховена, Ф. Шопена, Ф. Листа, Ф. Шумана, И. Брамса, Ф. Мендельсона, С. Прокофьева, М. Равеля, К. Дебюсси, Д. Шостаковича, Н. Метнера, М. Мусоргского, П. Чайковского, С. Рахманинова, А. Скрябина, П. Хиндемита, А. Шонберга, А. Шнитке и других.
Украинские композиторы в программе пианиста: Б. Н. Лятошинский, В. С. Косенко, М. М. Скорик, Л. Н. Ревуцкий, В. Д. Кирейко, А. Я. Штогаренко, Ф. Н. Надененко, И. Ф. Карабиц, Ю. Я. Ищенко, М. И. Верикивский и другие.